# دو و میدانی
دو و میدانی (به انگلیسی بریتانیایی: Athletics و به انگلیسی آمریکایی و کانادایی: track and field) ورزشی است که شامل مسابقات دو و میدانی مبتنی بر مهارت‌های دویدن، پرش و پرتاب می‌شود. دو و میدانی زیر چتر ورزش‌های دو و میدانی دسته‌بندی می‌شود و خود شامل دویدن در جاده، دویدن کراس کانتری (صحرانوردی) و پیاده‌روی سرعت است. دسته‌بندی دو و میدانی در کشورهای مختلف گوناگون است و گاهی پرش و پرتاب یا ماراتن، دوی جاده‌ای و صحرانوردی را جزء دو و میدانی می‌دانند یا خیر.
مسابقات پیاده‌روی شامل دوی سرعت، مسابقات مسافت‌های میانی و طولانی (استقامتی)، پیاده‌روی سرعتی و با مانع است که در همهٔ این رشته‌ها ورزشکاری برنده می‌شود که در کمترین زمان مسیر را به پایان برساند. در مسابقات پرشی و پرتابی ورزشکاری برنده می‌شود که به بیشترین مسافت یا ارتفاع دست یابد. مسابقات پرش شامل پرش طول، پرش سه گام، پرش ارتفاع و با نیزه است در حالی که رایج‌ترین مسابقات پرتابی عبارتند از پرتاب وزنه، نیزه، دیسک و چکش. همچنین «رویدادهای ترکیبی» یا «چند رویدادی» وجود دارند، مانند مسابقات پنج‌گانه، هفت‌گانه و ده‌گانه. در این مسابقات ورزشکاران در ترکیبی از مسابقات دو و میدانی شرکت می‌کنند. بیشتر رویدادهای دو و میدانی، ورزش‌های انفرادی با یک برنده هستند و برجسته‌ترین رویدادهای تیمی مسابقات امدادی هستند که معمولاً در قالب تیم‌های چهار نفره انجام می‌شوند. رویدادها تقریباً به‌طور انحصاری بر اساس جنسیت تقسیم می‌شوند، اگرچه مسابقات مردان و زنان معمولاً در یک مکان برگزار می‌شود. اخیراً رویدادهای امدادی «مختلط» نیز رونق گرفته‌اند که دو زن و دو مرد یک تیم را شکل می‌دهند. اگر یک مسابقه با تعداد افراد زیادی برای دویدن در یک زمان وجود داشته باشد، مسابقات مقدماتی یا انتخابی برای محدود کردن شرکت کنندگان برگزار می‌شود.
دو و میدانی یکی از قدیمی‌ترین ورزش‌هاست. در دوران باستان، این رویدادی بود که همراه با جشنواره‌ها و مسابقات ورزشی مانند بازی‌های المپیک باستان در یونان برگزار می‌شد. در دوران مدرن، دو مسابقه بین‌المللی دو و میدانی معتبرتر از دیگر رقابت‌ها هستند: رقابت‌های دو و میدانی در بازی‌های المپیک و مسابقات جهانی دو و میدانی. دو و میدانی جهانی که پیشتر با نام انجمن بین‌المللی فدراسیون‌های دو و میدانی (IAAF) شناخته می‌شد، نهاد بین‌المللی حاکم بر ورزش دو و میدانی است.
سوابق بهترین رکوردها در رویدادهای خاص، در سطوح جهانی، قاره ای و ملی نگهداری می‌شوند. با این حال، اگر ورزشکارانی قوانین یا مقررات رویدادها را نقض کرده باشند، از مسابقه محروم شده و امتیاز آنها پاک می‌شود.

## تاریخچه

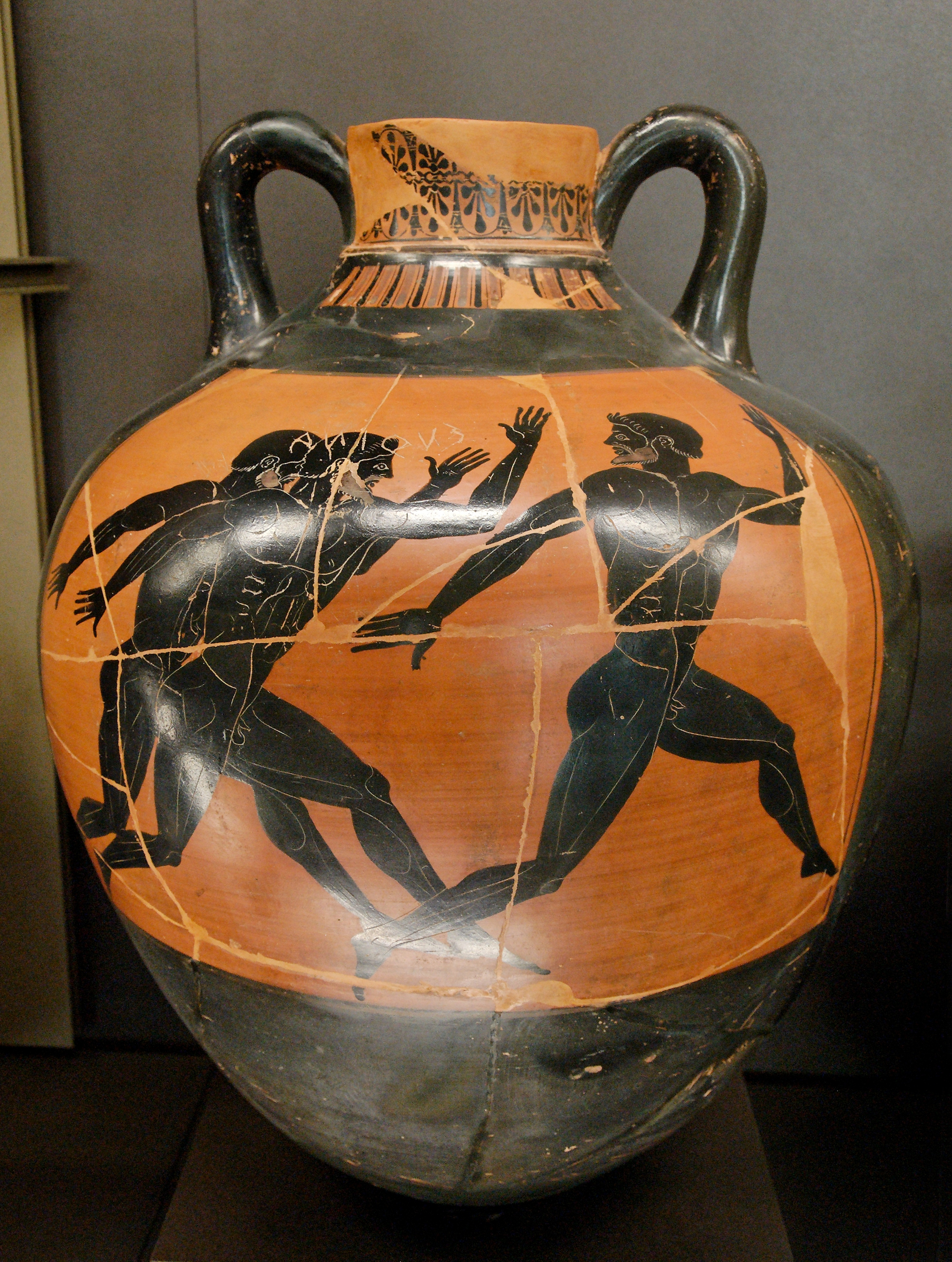
یک گلدان یونان باستان از ۶۰۰ قبل از میلاد که یک مسابقه دویدن را به تصویر می‌کشد

ورزش دو و میدانی دارای ریشه‌های ماقبل تاریخ است و یکی از قدیمی‌ترین مسابقات ورزشی است؛ زیرا دویدن، پریدن و پرتاب نمودن رفتارهای طبیعی و جهانی انسان هستند. با این حال، اولین نمونه‌های ثبت شده از رویدادهای دو و میدانی سازمان‌یافته، المپیک باستانی یونان است که شامل مسابقات دویدن متنوع می‌شد، اما معرفی پنج‌گانه المپیک باستان گامی بود به سوی دو و میدانی که امروزه به رسمیت شناخته می‌شود و شامل پنج رویداد پرش طول، پرتاب نیزه، پرتاب دیسک، پیاده‌روی، و کشتی می‌شد.
رویدادهای ورزشی در این بازی‌های پان‌هلنیک یونان حضور داشتند و در حدود ۲۰۱ قبل از میلاد به رم در ایتالیا گسترش یافتند. در قرون وسطی، مسابقات دو و میدانی جدید در بخش‌هایی از شمال اروپا شروع به توسعه کردند. مسابقات پرتاب سنگ و پرتاب وزنه که در میان جوامع سلتی در ایرلند و اسکاتلند رایج بود، پیش‌درآمدی برای مسابقات مدرن پرتاب وزنه و پرتاب چکش شد. یکی از آخرین رویدادهای دو و میدانی که توسعه یافت، پرش با نیزه بود که از مسابقاتی مانند ''fierljeppen'' در مناطق اروپای شمالی در قرن هجدهم سرچشمه گرفته است.